# Simón Bolívar

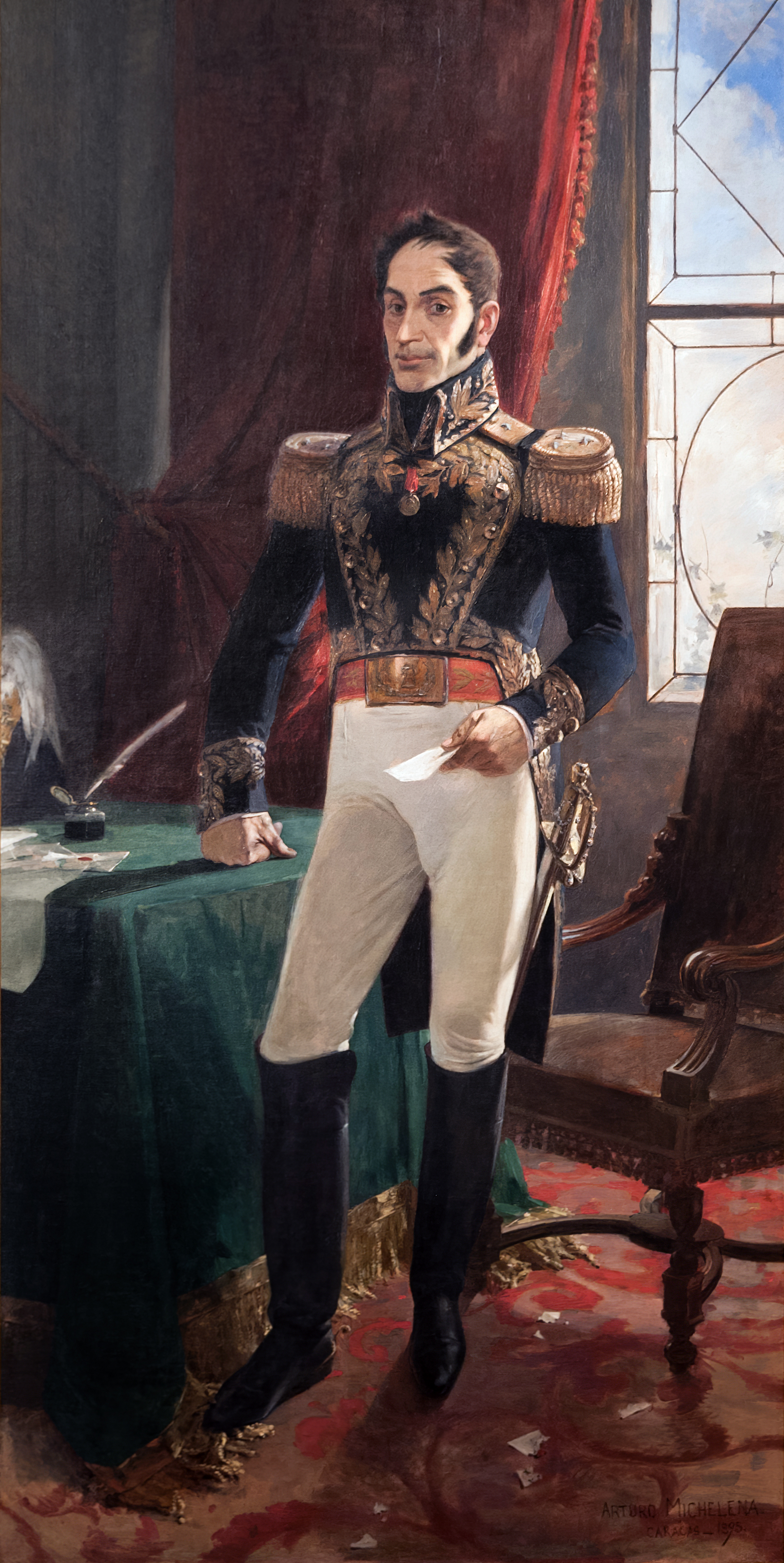
Simón Bolívar, postume Darstellung (Gemälde von A. Michelena, 1895)

Simón José Antonio de la Santísima Trinidad Bolívar y Ponte(-Andrade) (y) Palacios y Blanco [siˈmɔn boˈliβaɾ], genannt „El Libertador“ (* 24. Juli 1783 in Caracas, Neugranada, heute Venezuela; † 17. Dezember 1830 in Santa Marta, Großkolumbien, heute Kolumbien) war ein südamerikanischer Unabhängigkeitskämpfer und Diktator. Er ist der Nationalheld mehrerer südamerikanischer und karibischer Länder. Er führte die Unabhängigkeitskriege gegen die spanische Kolonialherrschaft in Venezuela, Kolumbien, Panama und Ecuador. Auch in die Unabhängigkeitsprozesse in Peru und in Bolivien, das nach ihm benannt ist, griff er entscheidend ein.

## Leben

### Kindheit und Aufenthalte in Europa
Simón Bolívar war der Sohn einer reichen Kreolenfamilie und genoss eine sehr gute Ausbildung. Sein Vater war Juan Vicente de Bolívar y Ponte-Andrade (1726–1786) und seine Mutter war María de la Concepción Palacios de Aguirre Ariztía-Sojo y Blanco de Herrera (1758–1792). Als Kind verbrachte er viel Zeit auf den Kakao-Plantagen seiner Eltern, auf denen Sklaven arbeiteten. Er verlor jedoch erst den Vater (mit drei Jahren) und dann die Mutter (mit neun Jahren) und wuchs gemeinsam mit seinen Geschwistern als Waise bei einem Großvater und bei Onkeln auf.
Seine Privatlehrer waren unter anderem Andrés Bello und Simón Rodríguez; mit letzterem reiste er später durch Europa. Er ging 1799 nach Spanien, um seine Ausbildung fortzusetzen. Er erhielt Unterricht in „Fremdsprachen, Tanz, Mathematik, Reiten und Geschichte.“ In Spanien heiratete er 1802 María Teresa Rodríguez del Toro y Alaysa, mit der er anschließend nach Venezuela zurückkehrte. Bereits im Jahr darauf erlag seine Frau jedoch dem Gelbfieber. 1804 trat Bolívar eine Reise durch Frankreich und Italien an, wo ihn insbesondere Napoleon Bonaparte und seine Politik beeindruckten, an dessen Krönung zum „König von Italien“ am 26. Mai 1805 in Mailand er zufällig teilnahm. Es gab zwei Zusammentreffen mit Alexander von Humboldt, in Paris 1804 und in Italien 1805. Humboldt prophezeite dem jungen Bolivar damals: „Ich glaube, daß Ihr Land schon reif ist für die Unabhängigkeit, aber ich sehe den Mann nicht, der es vollbringen wird.“ 1807 wurde Bolívar Mitglied im Bund der Freimaurer und kehrte nach Venezuela zurück.

### Der Unabhängigkeitskrieg
Das zunehmende nationale Bewusstsein in den spanischen Kolonien führte in dieser Zeit zu einer Unabhängigkeitsbewegung in Lateinamerika. Simón Bolívar schloss sich einer Widerstandsjunta in Caracas an. Diese verkündete am 19. April 1810 die Selbstverwaltung Venezuelas im Namen des abgesetzten Königs Fernando VII und schickte Bolívar zu diplomatischen Verhandlungen nach Großbritannien. Die spanische Armee versuchte die Unabhängigkeitsbestrebungen zu unterbinden – was Kämpfe in den Kolonien zur Folge hatte. 1811 kehrte Bolívar nach Venezuela zurück, wo er an der Gründung eines Kongresses beteiligt war. Am 5. Juli 1811 wurde von diesem Kongress die Unabhängigkeit erklärt und die Erste Venezolanische Republik ausgerufen. Francisco de Miranda, Führer der Junta in Caracas, musste sich am 25. Juli mit seinen Männern den spanischen Truppen ergeben. Mit dieser entscheidenden Niederlage scheiterte die erste venezolanische Republik. Bolívar floh nach Cartagena in Kolumbien. Dort verfasste er das Manifest von Cartagena, in dem er die Ursachen für das Scheitern der Ersten Venezolanischen Republik zusammenfasste.
Am 14. Mai 1813 setzte sich der Befreiungskampf fort. In Neugranada führte Simón Bolívar die Invasion von Venezuela an. Am 23. Mai eroberte er Mérida, gefolgt von Trujillo am 9. Juni. Schließlich gelang ihm am 6. August die Eroberung von Caracas und er rief dort die Zweite Venezolanische Republik aus. Diese Kämpfe brachten ihm den Ehrennamen El Libertador (Der Befreier) ein. Er ging erneut nach Neugranada, übernahm dort den Befehl über eine kolumbianische Einheit und nahm mit ihr 1814 Bogotá ein.

### Exil in Jamaika

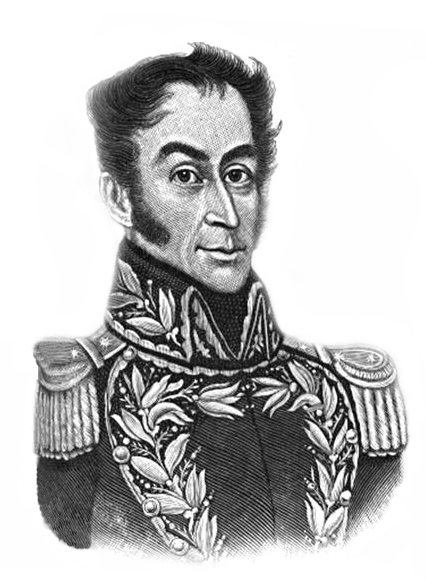
Simón Bolívar

Anschließend plante Bolívar die Eroberung von Cartagena und erhoffte einen Zusammenschluss mit den dortigen Streitkräften. Das Vorhaben scheiterte aber sowohl an politischen Streitigkeiten als auch an militärischen Eroberungen der spanischen Truppen, so dass Bolívar sich gezwungen sah, ins Exil nach Jamaika zu gehen. Dort hielt er sich von Mai bis Dezember 1815 auf. In dieser Zeit verfasste er die Carta de Jamaica, den Brief aus Jamaika, in welchem er die bisherigen Erfolge des Befreiungskampfes von Spanisch-Amerika beschrieb, die Gründe für die Notwendigkeit einer Unabhängigkeit aufführte und über die Zukunft der einzelnen Nationen nachdachte.
In Jacmel an der Südküste Haitis traf er den haitianischen Präsidenten Alexandre Sabès Pétion, den er um Unterstützung bei seinem Feldzug ersuchte. Am 24. Dezember 1818 lief Bolívar den Hafen Aux Cayes im Süden von Haiti an, um dort Unterstützung für seinen Freiheitskampf zu erhalten. Unter anderem konnte er sich hier Waffen leihen und Kämpfer anheuern. Mit deren Hilfe landete Bolívar in Venezuela und konnte die Stadt Angostura, die heutige Ciudad Bolívar, einnehmen, die zum Ausgangspunkt für seine weiteren Operationen wurde.

### Großkolumbien
Nach der Eroberung von Boyacá im Jahr 1819 war auch Neugranada von den Spaniern befreit. Am 7. September 1821 gründete Bolívar die Republik Großkolumbien, einen Staat, der die Territorien der bis dahin befreiten Provinzen Venezuela, Ecuador und Neugranada umfasste. Er wurde sogleich erster Präsident von Großkolumbien, General Francisco de Paula Santander wurde Vizepräsident. Die militärischen Siege in der Schlacht von Carabobo (24. Juni 1821) und am Pichincha (1822) festigten seine Position.
Am 26. und 27. Juli 1822 fand das legendäre Treffen zwischen Simón Bolívar und dem argentinischen General José de San Martín statt. San Martín hatte den Unabhängigkeitskrieg in Argentinien, Chile und Peru geführt. Im royalistisch geprägten Peru traf er auf teilweise heftigen Widerstand. Darüber hinaus hatte sich San Martín aufgrund innenpolitischer Maßnahmen schnell in Peru unbeliebt gemacht, weshalb er Simón Bolívar die Vollendung der Unabhängigkeit in Peru und Hoch-Peru überließ. San Martín übertrug ihm den Befehl über seine Truppen und zog sich aus dem Unabhängigkeitskrieg zurück. Der peruanische Kongress ernannte Bolívar am 10. Februar 1824 zum Diktator, was ihm eine Neuorganisation der politischen und militärischen Führung erlaubte.
Mit der Hilfe von General Antonio José de Sucre und des Deutschen Otto Philipp Braun siegte er in der Schlacht von Junín am 6. August 1824 über die spanische Kavallerie. In der Schlacht bei Ayacucho (Peru) am 9. Dezember desselben Jahres schlug Sucre die verbliebenen – aber dennoch zahlenmäßig überlegenen – spanischen Streitkräfte (in Abwesenheit Bolívars) und zwang damit die Spanier endgültig, den südamerikanischen Kontinent zu verlassen. Bolívar sah in Sucre seinen besten General und engsten Vertrauten, beide Heerführer verband eine lebenslange Freundschaft.
Beim Kongress von Alto-Peru am 6. August 1825 benannte sich die neue Republik nach ihrem Befreier in Bolivien um. Der Libertador arbeitete eine neue Verfassung für das Land aus. Allerdings fiel ihm die Herrschaft über Groß-Kolumbien zunehmend schwerer. Nationale Strömungen in den Teilrepubliken und Streitigkeiten innerhalb der Regierung drohten, die Staatengemeinschaft zu zerbrechen. In dem Bestreben, die Republik Groß-Kolumbien als Ganzes zu erhalten, lud er 1828 zu einer verfassunggebenden Versammlung in Ocaña ein. Er wollte Teile der bolivianischen Verfassung in die von Groß-Kolumbien übernehmen. Die Änderungen hätten eine Präsidentschaft auf Lebenszeit beinhaltet, zusammen mit dem Recht auf die Ernennung eines Nachfolgers. Die Vorschläge wurden sehr skeptisch betrachtet, und es bildete sich ein starker Widerstand dagegen.

### Attentat im September 1828

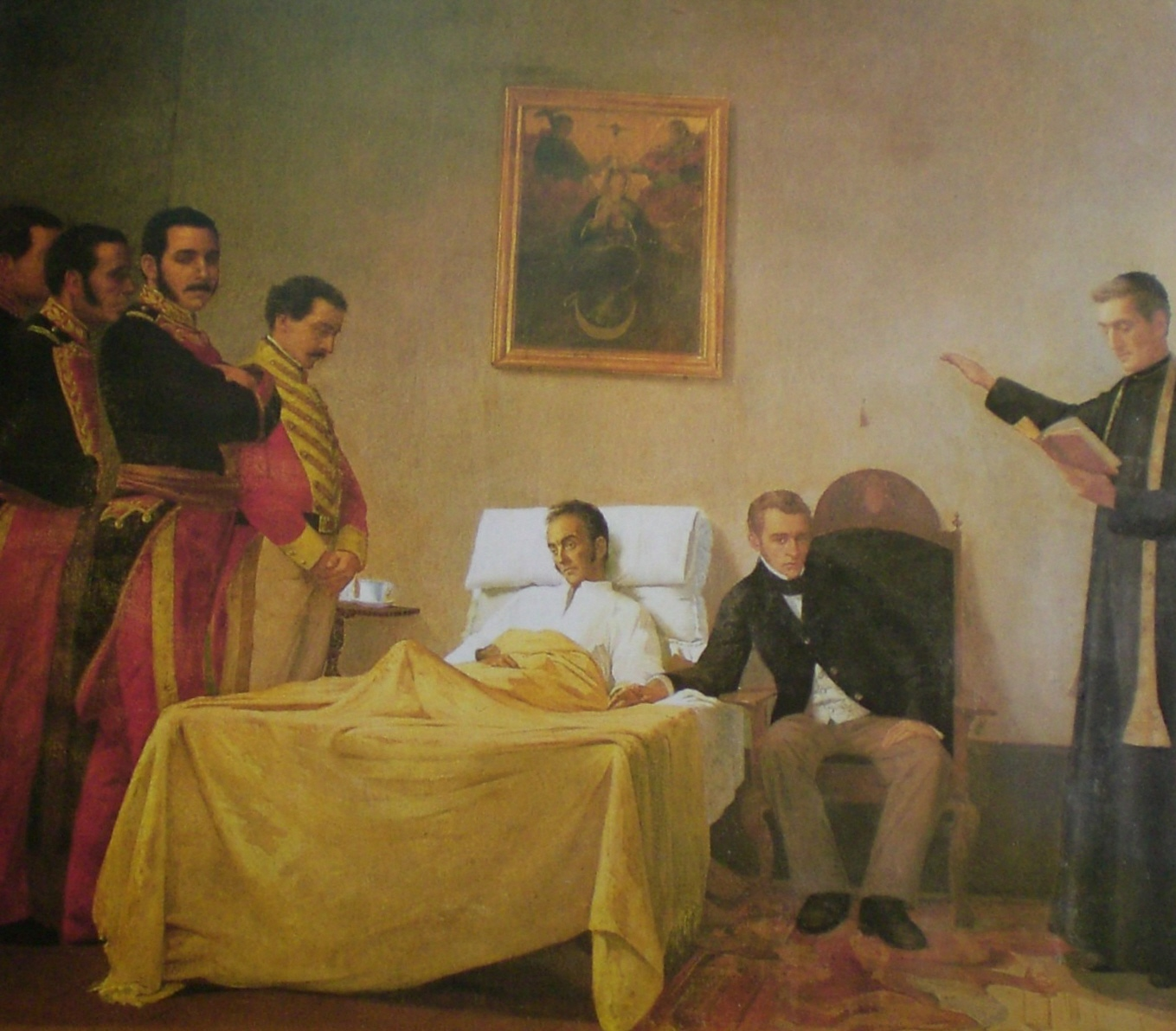
Bolívars Tod, dargestellt vom venezolanischen Maler Antonio Herrera Toro

Die Versammlung scheiterte an großen politischen Differenzen der Teilnehmer. Bolívar wertete diesen Ausgang als Desaster. Infolgedessen ernannte er sich am 27. August 1828 zum Diktator. Es sollte eine vorübergehende Maßnahme sein, um seine Autorität innerhalb der zersplitterten Parteien wiederherzustellen und den Erhalt der Republik zu gewährleisten. Jedoch führte dieses Vorgehen zu einer noch größeren Unzufriedenheit unter seinen politischen Gegnern und kulminierte im September in einem Attentat auf ihn, an dem auch Santander beteiligt war. Bolívar blieb dank der Hilfe seiner Geliebten Manuela Sáenz bei dem Anschlag unverletzt. Wegen dieser Tat wird sie auch La Libertadora del Libertador (Befreierin des Befreiers) genannt. Unter dem Fenster der Residenz Bolívars, durch das er floh, erinnert heute eine Gedenktafel an den Vorfall.
Seine Position in der Republik blieb aber weiterhin strittig, und sein Einfluss wurde zunehmend von politischen Gegnern untergraben. In den folgenden zwei Jahren kam es immer wieder zu Aufständen in den groß-kolumbianischen Republiken. Schließlich trat der Libertador am 27. April 1830 von all seinen politischen Ämtern zurück.

### Tod
Bolívar entschloss sich, auf den Karibischen Inseln oder in Europa um Exil anzusuchen. Doch bevor er den Kontinent verlassen konnte, starb er am 17. Dezember 1830 in Santa Marta, Kolumbien. Nach damaligen Erkenntnissen war Tuberkulose die Todesursache. Laut einer Untersuchung von 2010 an der University of Maryland School of Medicine wäre eine Arsen-Vergiftung hingegen wahrscheinlicher. Um die Todesursache zu klären, ordnete der venezolanische Präsident Hugo Chávez im Juli 2010 die Exhumierung Bolívars an. Seine Grabstätte befindet sich in Caracas. Im Juli 2011 kamen Forensikexperten zu dem Ergebnis, es gäbe keinen Beweis für eine Vergiftung oder eine andere unnatürliche Todesursache.
Kurz nach seinem Tod zerbrach die Republik Großkolumbien in die Staaten Ecuador, Venezuela und Kolumbien. Bolívars Tod wurde von vielen Südamerikanern zunächst als Befreiung gewertet; doch bereits in den 1840er Jahren setzte eine Heldenverehrung ein, die bis heute anhält.

## Politische Ziele und Leitlinien

### Konstituierung des befreiten Lateinamerikas

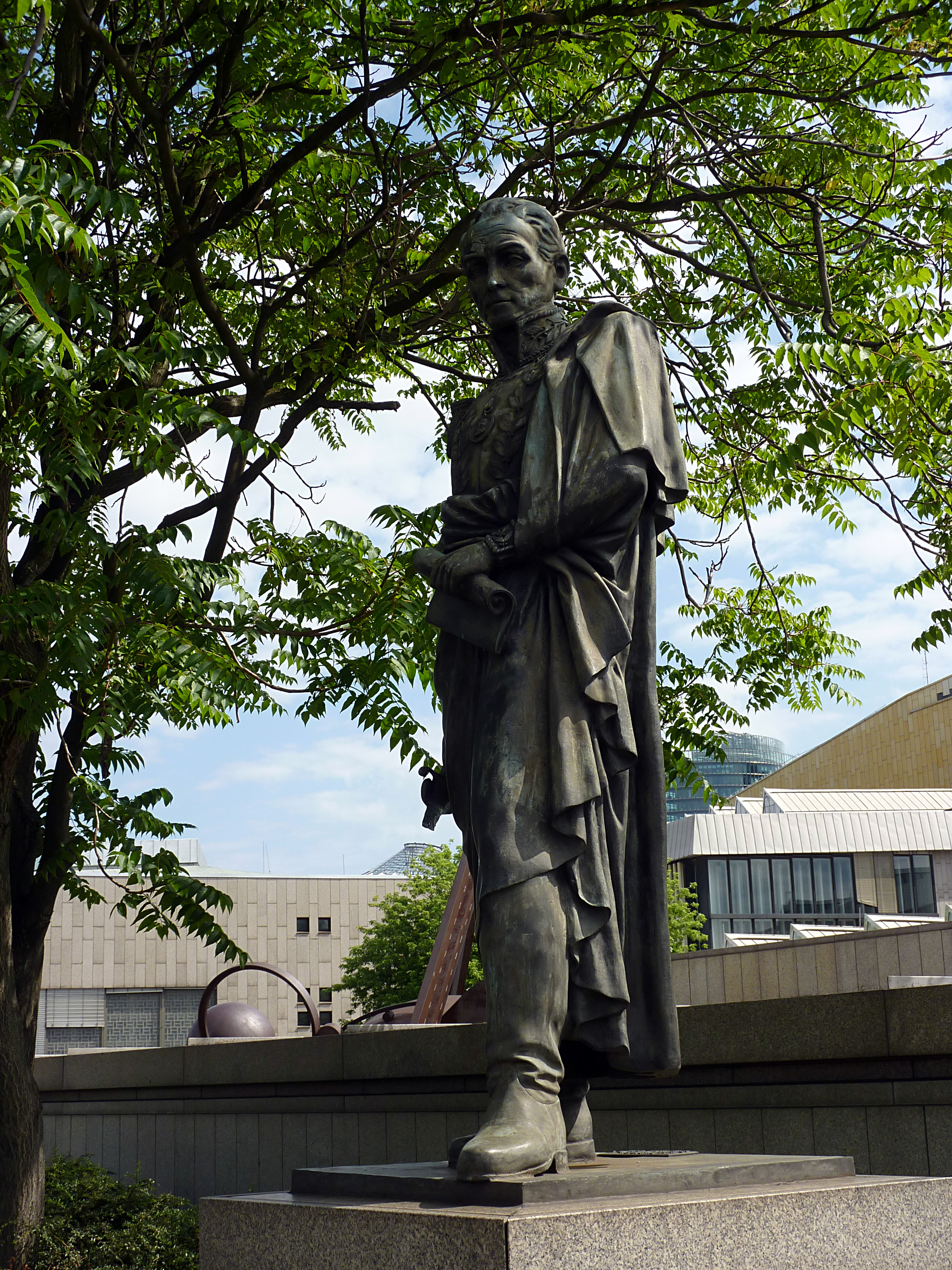
Statue für Bolívar in Berlin

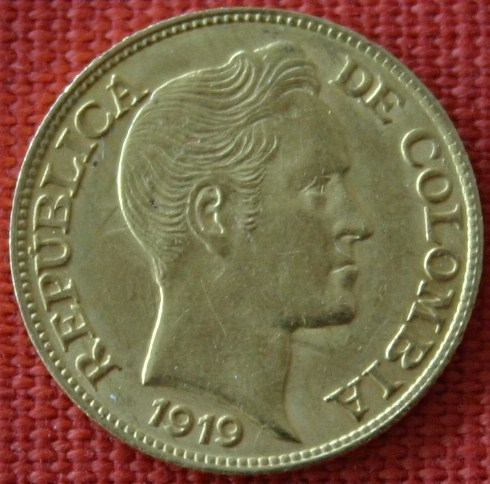
2,5 Pesos der Republik Kolumbien von 1919 mit Konterfei des Simón Bolivar

Bolívars zentrale politische Leitlinien waren die politische Unabhängigkeit Lateinamerikas gegenüber Europa und den Vereinigten Staaten, fortschrittliche Sozialvorstellungen sowie der Panamerikanismus. Er favorisierte eine zentralisierte Gemeinschaft der von ihm befreiten südamerikanischen Staaten und lehnte eine föderale Struktur ab. Sein entsprechender auf dem Panama-Kongress in Panamá 1826 vorgetragener Plan einer Konföderation aller anwesenden lateinamerikanischen Staaten ließ sich jedoch nicht verwirklichen. Bolívar setzte sich für Gewaltenteilung und Machteinschränkungen für Regierungen in Einzelstaaten ein. In der zentralisierten Gemeinschaft hispanoamerikanischer Staaten sollte es jedoch eine starke Exekutive geben (z. B. durch einen auf Lebenszeit gewählten Senat), die sich gegen die Interessen verschiedener Gruppen (z. B. einflussreiche Landbesitzer) durchsetzen könne.
Die Hauptziele der panamerikanischen Politik Bolívars waren: 1. das Maximalziel eines zentralistischen Panamerikanischen Kongresses, der über allen hispanoamerikanischen Staaten stehen sollte, 2. die Idee einer Einheit der Andenrepubliken, die er auf dem Panama-Kongress vorstellte, 3. Großkolumbien als realpolitisches Zugeständnis.

### Politische Theorie
Bolívars Erziehung wurde insbesondere vom Republikanismus Jean-Jacques Rousseaus geprägt. Insbesondere den Gesellschaftsvertrag las er mit Begeisterung und teilte Rousseaus Bewunderung für das antike Sparta und dessen Werte. Dem Erziehungsbuch Emile oder über die Erziehung stand er jedoch kritisch gegenüber. Anfang des 19. Jahrhunderts las und verarbeitete er des Weiteren die Werke von Voltaire und John Locke. In Bolívars Schriften wird am häufigsten „Vom Geist der Gesetze“ von Montesquieu zitiert, wobei er sich aber von der geforderten Gewaltenteilung distanziert und im hispanoamerikanischen Kontext eine weitere Gewalt etablieren will, die er poder moral (Moralische Gewalt) nennt. Aufgeteilt in zwei Kammern sollte sie über Angelegenheiten von öffentlichem Interesse bestimmen.
Bolívar war ein Anhänger des politischen Systems der Vereinigten Staaten und der Amerikanischen Revolution, verurteilte aber die Sklaverei und wollte diese abschaffen. Gleichzeitig war er allerdings selbst Besitzer von rund 2000 Sklaven. Insbesondere verehrte Bolívar Thomas Jefferson und schickte seinen Neffen deswegen an die Universität von Virginia, welche auf Betreiben von Jefferson gegründet worden war.
Bolívar war der Ansicht, eine völlige Freiheit, in der alle angeblich uneingeschränkt agieren könnten, führe zu einer Tyrannei durch wenige Mächtige. Bolívar übernahm aus Montesquieus Werk u. a. als Ziele das Prinzip der Gewaltenteilung und den Rechtsstaat und ergänzte dies durch eine vierte Gewalt, der poder moral (moralische Gewalt). Er schloss zugleich jedoch anhand der gelesenen Werke und aus seinen Erfahrungen, dass politische Institutionen nicht nur auf philosophischen Prinzipien basieren, sondern sich vor allem den realen Bedingungen anpassen sollen. Auch von Alexander von Humboldt, mit dem er mehrfach zusammentraf, übernahm er viele Gedanken und Metaphern in seinen eigenen Schriften.
Bolívar hinterließ etwa 10.000 Dokumente (Briefe, Reden, Essays, Erklärungen und Verfassungen). Seine bekanntesten Schriften sind die Carta de Jamaica von 1815 und seine Rede auf dem Congreso de Angostura 1819.

### Misslungene Abschaffung der Sklaverei
Bolívar zählte die Abschaffung der Sklaverei zu seinen wichtigsten Zielen; er setzte sie bereits zu Beginn unter seinen Truppen durch. Zudem verabschiedete er ab 1820 eine Reihe von Erlassen zum Schutz des Grundbesitzes der indigenen Bevölkerung. Jedoch gelang es ihm bei seinen Versuchen weder in Kolumbien noch in Bolivien, die indigenen Sklaven der breiten Gesellschaft zu befreien. Die kreolische Oberschicht bzw. Oligarchie hatte eine zu große Macht in der Gesellschaft, als dass nur durch gesetzliches Verbot die Sklaverei abgeschafft werden konnte. Erst einige Jahrzehnte nach Bolívars Tod wurde die Sklaverei in Kolumbien, Peru und Venezuela in den 1850ern abgeschafft. Sein Misserfolg mag am weitgehenden Ausschluss indigener Bevölkerungsgruppen aus der politischen Organisation der neu geschaffenen unabhängigen Republiken liegen. Der lateinamerikanische Unabhängigkeitskampf basierte auf kreolischen Werten und in Bolívars Schriften finden sich noch keine Hinweise auf ein ethnisches Selbstverständnis zur lateinamerikanischen Identitätsbegründung.

### Naturverständnis
Nachdem durch ein verheerendes Erdbeben im Jahr 1812 Caracas weitgehend verwüstet worden war, sagte Bolívar: „Wenn sich die Natur widersetzt, bekämpfen wir sie und machen sie gehorsam.“ Alberto Costa ordnet seine Haltung in das Denken dieser Zeit ein, nach der sich die Natur dem Menschen unterordnen lasse. Er sieht in der auch durch Simón Bolívar vertretenen Grundlage eine Grundlage für den Imperialismus in den Ländern Südamerikas: „Der Wunsch, die Natur zu beherrschen, um sie in Exportgüter zu verwandeln, ist in Lateinamerika ständig präsent gewesen.“

## Gedenken

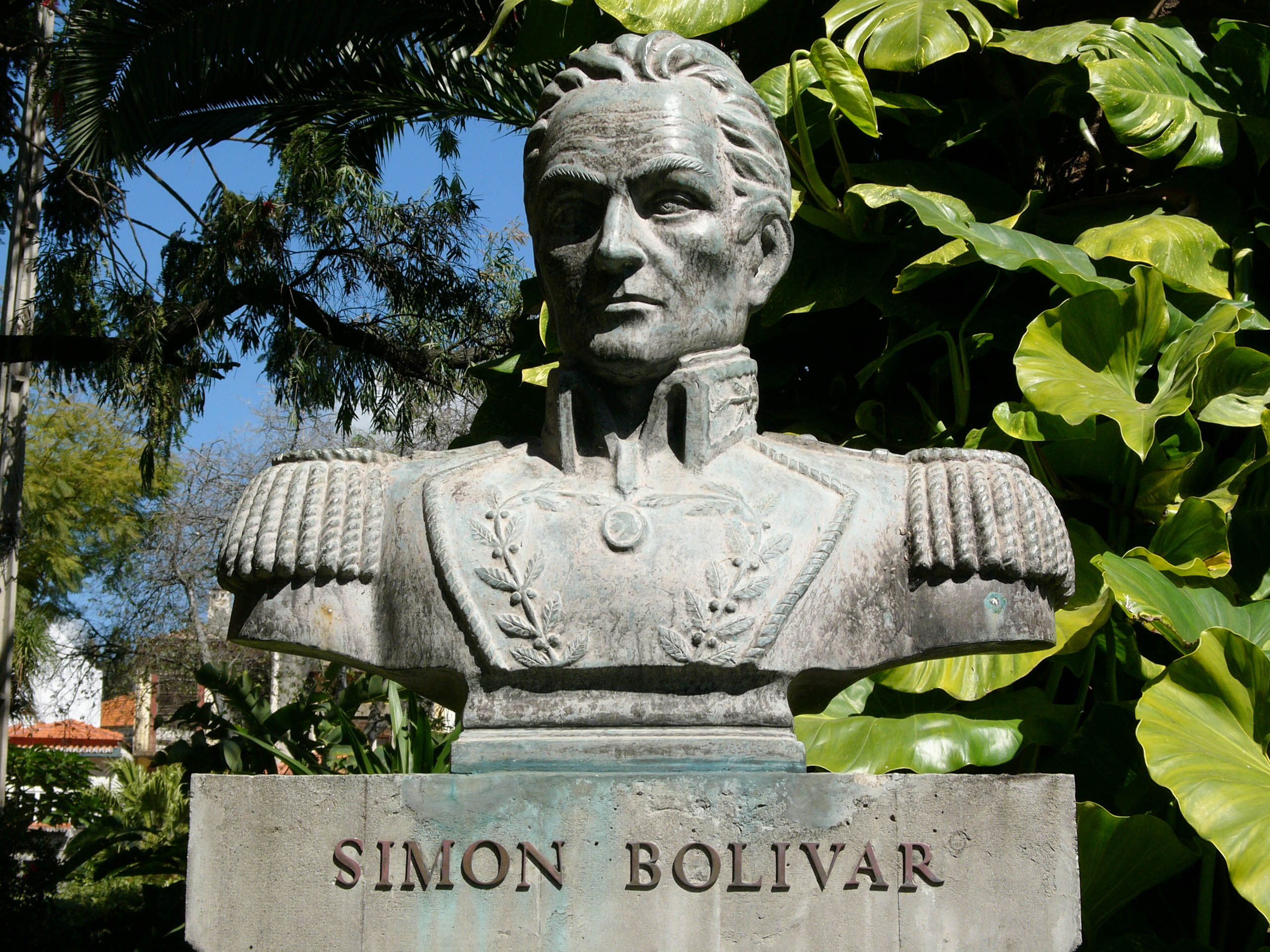
Büste im Stadtpark von Funchal, Madeira

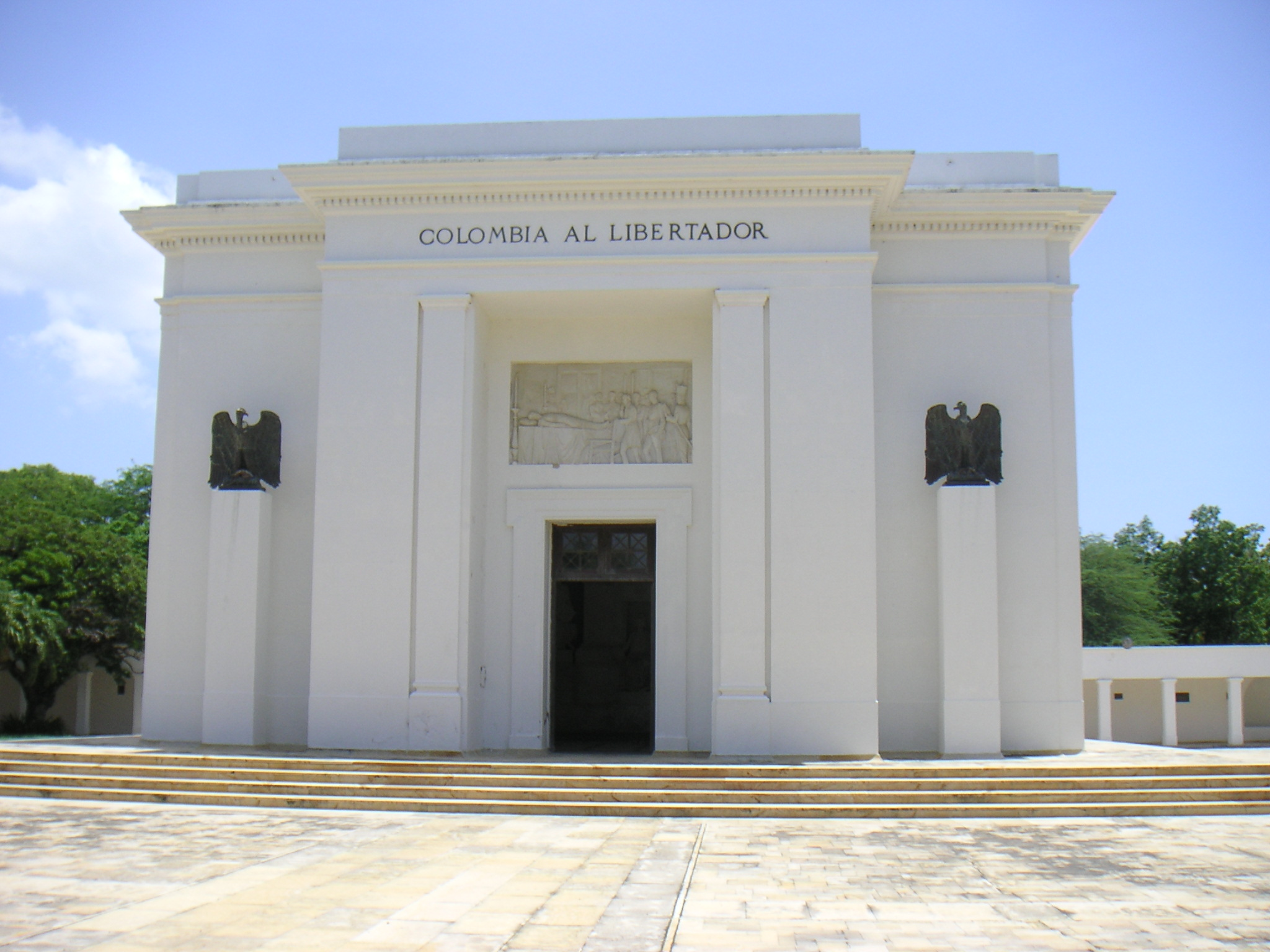
Gedenkstätte bei Santa Marta, Kolumbien

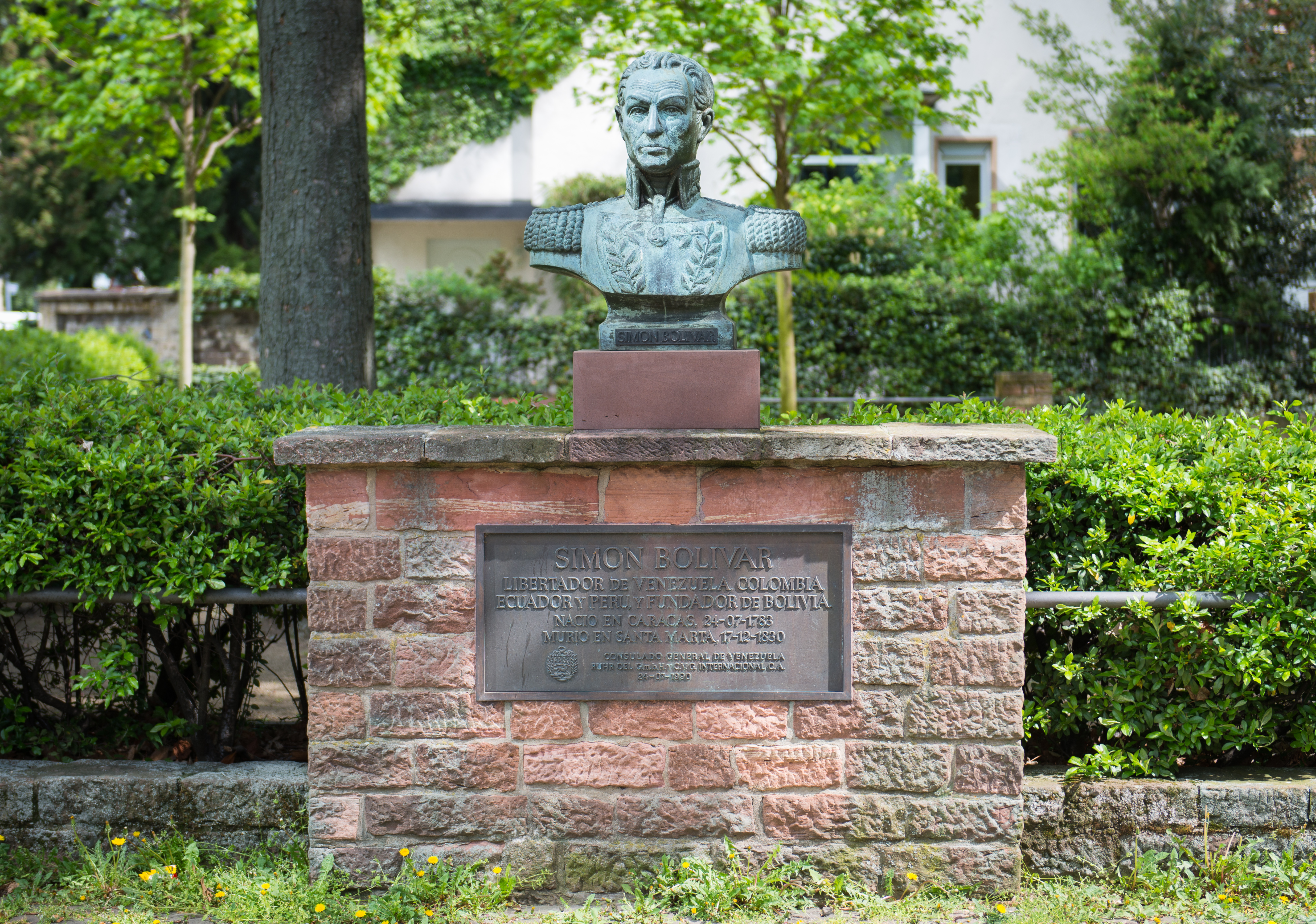
Büste und Gedenkplakette in Frankfurt am Main

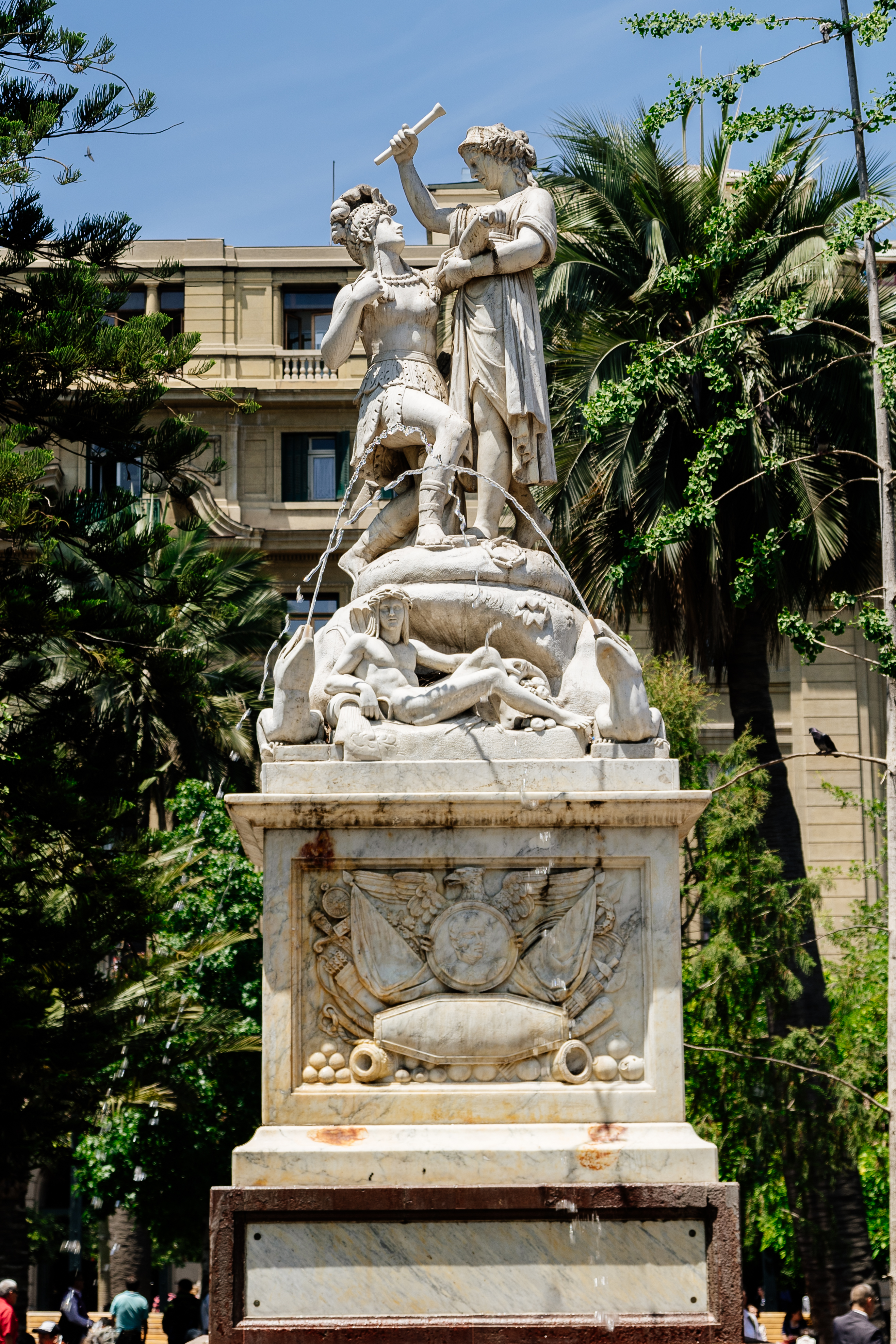
Denkmal für Simon Bolivar in Santiago de Chile

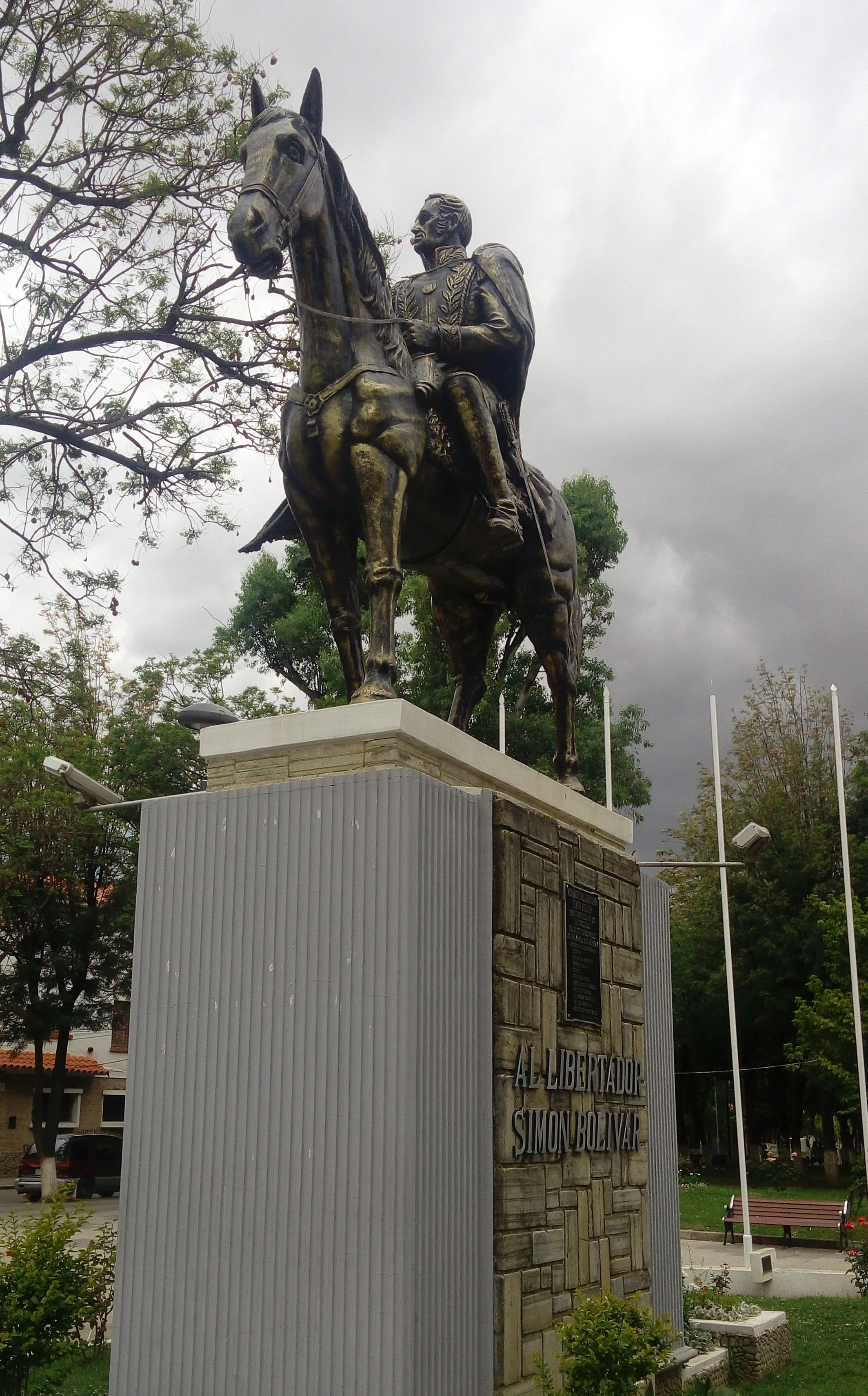
Reiterstandbild „Al Libertador“ im Parque Bolívar in Tarija, Bolivien

2007 wurde eine Sammlung von Dokumenten, welche sich im Archivo General de la Nación de Venezuela (Nationalarchiv) in Caracas befinden, in die Liste des Weltdokumentenerbes der UNESCO aufgenommen. Die Sammlung umfasst mehr als 82.000 Dokumente, darunter: persönliche Briefe, Dekrete, Aufträge, Proklamationen, Reden, Kriegsnachrichten, Militärische Ernennungen und Presseveröffentlichungen.
In Südamerika gibt es eine Anzahl von Ortschaften und Städten, die Bolívars Namen tragen. Die Staaten Bolivien und Venezuela (Bolivarische Republik Venezuela) tragen den Namen des Freiheitshelden, und ihre Währungen heißen „Boliviano“, respektive „Bolívar“.
In Kolumbien wurde einer der beiden höchsten Berge der Sierra Nevada de Santa Marta „Pico Simón Bolívar“ getauft. In Medellín gibt es die Päpstliche Universität Bolivariana, in Quito die Anden-Universität Simón Bolívar.
In San José, der Hauptstadt Costa Ricas, gibt es einen Zoologischen Garten, der den Namen Simón Bolívars trägt, und in dem in der Nähe gelegenen Parque Morazán (Calle 7) steht eine Büste von ihm.
Nach Bolívar ist auch der am 19. März 1911 von Max Wolf in Heidelberg entdeckte Asteroid (712) Boliviana benannt. Auch eine Zigarrenmarke ist nach Bolívar benannt. Das Orquesta Sinfónica Simón Bolívar de Venezuela trägt ebenfalls seinen Namen. Ein venezolanischer Verdienstorden, der Orden des Brustbildes von Bolivar, wurde von der Regierung unter dem Präsidenten Jose Gregorio Monagas am 9. März 1854 zu Ehren Bolívars als Befreier von der spanischen Herrschaft gestiftet. Ausgezeichnet wurden die Kämpfer der Befreiungsarmee und diejenigen, die sich durch besondere Verdienste im venezolanischen Staat hervorgetan hatten. Die UNESCO verlieh von 1983 bis 2004 den Simón-Bolívar-Preis für herausragende Verdienste, die im Einklang mit den Zielen Bolívars zur „Freiheit, Unabhängigkeit und Würde der Völker und zur Stärkung einer neuen internationalen wirtschaftlichen, sozialen und kulturellen Ordnung beitragen“.
In Deutschland stehen Statuen Bolívars vor dem Ibero-Amerikanischen Institut in Berlin-Tiergarten, in Bonn in einer Anlage an der Friedrich-Ebert-Allee, auf dem Gelände der Universität Bremen die Simón-Bolívar-Büste, im Bremer Rathaus eine Büste sowie im Simón-Bolívar-Park in Hamburg-Harvestehude. Außerdem sind im Bremer Stadtteil Woltmershausen sowie in Berlin in Alt-Hohenschönhausen (Bezirk Lichtenberg) die Simon-Bolivar-Straße und im Berliner Westend (Bezirk Charlottenburg-Wilmersdorf) die Bolivarallee zu finden. In Frankfurt am Main gibt es im Stadtteil Westend Nord eine Simón-Bolívar-Anlage mit Gedenkplakette und -Büste. In Leipzig gibt es ebenfalls eine Simon-Bolivar-Straße, die sich im Stadtteil Mockau befindet. Auch in Endingen am Kaiserstuhl gibt es eine Simon-Bolivar-Straße. In Wien steht im 22. Bezirk im Donaupark eine Statue von und eine Gedenktafel für Simón Bolívar.
Die schottische Komponistin Thea Musgrave schrieb 1989–1992 Text und Musik einer Oper mit dem Titel Simón Bolívar. Die Marine der Vereinigten Staaten benannte das 1964 fertiggestellte strategische Atom-U-Boot USS Simon Bolivar (SSBN-641) nach dem Libertador. Venezuela stellte 1899 das frühere spanische Kanonenboot Galicia als Bolívar in Dienst, das bis ca. 1918 in der Flottenliste geführt wurde.
In jüngerer Zeit versuchte insbesondere die Regierung Venezuelas unter Hugo Chávez nach der sog. „bolivarischen“ Revolution, das Erbe Bolivars politisch für sich zu beanspruchen, u. a. durch Bezeichnung Venezuelas als Bolivarische Republik Venezuela, der Berufung auf eine bolivarische Verfassung und dem Abschluss eines Handelsvertrages unter dem Namen Bolivarianische Allianz für Amerika.
Die Bolívar Soloists sind ein venezolanisches Ensemble für Kammermusik.

## Filme
- Simón Bolívar (MEX 1942, Regie Miguel Contreras Torres, mit Julián Soler als Bolivar)
- Simón Bolívar (I/E/VEN 1969, Regie Alessandro Blasetti, mit Maximilian Schell als Bolívar)
- Libertador (E/VEN 2013, Regie Alberto Arvelo, mit Édgar Ramírez als Bolívar)

## Radio
- Daniel Stender, Marcus Weber: Manuela & Simón: Lieben und Leben für die Revolution - Hörspiel (Folge 1) der Bundeszentrale für politische Bildung vom August 2010 (Internetseite zur „Audionovela“)
- Karin Sommer: Der abgedankte Befreier. Simon Bolivar und die „Vereinigten Staaten von Südamerika“. Radiosendung des BR vom 29. Oktober 1994.

## Comics
- Simon Bolivar. Südamerika wird frei, Abenteuer der Weltgeschichte. Die interessante Jugendzeitschrift, Nr. 62 (Walter Lehning Verlag, Hannover) o. J. [ca. 1957].

| Vorgänger                           | Amt                                | Nachfolger            |
| ----------------------------------- | ---------------------------------- | --------------------- |
| Neugründung                         | Präsident Großkolumbiens 1821–1830 | Domingo Caycedo       |
| José Bernardo de Tagle Portocarrero | Präsident Perus 1824–1827          | Andrés de Santa Cruz  |
| Neugründung                         | Präsident Boliviens 1825           | Antonio José de Sucre |